# LIVE IN SHIBUKO "BIG BAN BUZZ"
「LIVE IN SHIBUKO "BIG BAN BUZZ"」（ライブ・イン・シブコウ　ビッグ・バン・バズ）は、日本のロックバンド、キャプテンストライダムのライブDVD。2008年1月23日、ソニー・ミュージックアソシエイテッドレコーズより発売。

## 解説
単体で発売されたキャプテンストライダム初の映像作品で、シングル『わがままチャック』と同時発売。初回特典としてW購入特典応募券が封入されており、抽選でオリジナルカレンダーがもらえた。
2007年3月18日に渋谷公会堂にて行われたライブ「BIG BAN」の模様を収録したライブDVD。
思い入れが強く憧れの場所でライブを行うにあたり、メンバーは公演3ヶ月前からライブの成功を祈願し、好物を断つ（永友：禁カレー、梅田：禁煙、菊住：禁ラーメン＆禁酒）という願掛けを行うほどの気合いで臨んだ。そして大成功を収めたこのライブは、メンバーにとってとても思い入れの強いライブとなった。

## 収録曲
1. OPENING
2. クリーンタウン
3rdアルバム『BAN BAN BAN』収録曲。映像化は本作が初。
3. サイボーグ
2ndアルバム『108DREAMS』収録曲。映像化は本作が初。
4. フランクフルト
5. 悲しみのシミかな
6. 明日の真下
3rdアルバム『BAN BAN BAN』収録曲。映像化は本作が初。
7. アナグルマ
3rdアルバム『BAN BAN BAN』収録曲。映像化は本作が初。
8. ペラペラ
3rdアルバム『BAN BAN BAN』収録曲。映像化は本作が初。
9. キミトベ
10. 恋するフレミング
7thシングル及び3rdアルバム『BAN BAN BAN』収録曲。映像化は本作が初。
CD音源よりもイントロが長くなっている[2]。
11. ケムリマン
3rdアルバム『BAN BAN BAN』収録曲。映像化は本作が初。
曲に合わせスモークが焚かれた[2]。
12. 流星オールナイト
3rdシングル。映像化は本作が初。
13. COME'ON COME'ON COME'ON
3rdアルバム『BAN BAN BAN』収録曲。映像化は本作が初。
14. 帰れやしないぜ
3rdアルバム『BAN BAN BAN』収録曲。映像化は本作が初。
同日発売のシングル「わがままチャック」には音源化されたものが収録されている。
15. GOOD HARVEST
2ndアルバム『108DREAMS』収録曲。映像化は本作が初。ベストアルバム『ベストロリー』には音源化されたものが収録されている。
16. 肉屋の娘
17. LONE STAR
8thシングル及び3rdアルバム『BAN BAN BAN』[注釈 1]収録曲。映像化は本作初
18. 長い坂の昇る途中
3rdアルバム『BAN BAN BAN』収録曲。映像化は本作が初。
本編ラストナンバー。
19. 風船ガム
6thシングル及び3rdアルバム『BAN BAN BAN』収録曲。映像化は本作が初。
この楽曲からアンコール。
20. 犬の生活
21. マウンテン・ア・ゴーゴー
22. ENDING

## 演奏

### メンバー
- 永友聖也 - Vocal, Guitar
- 梅田啓介 - Bass, Chorus
- 菊住守代司 - Drums, Chorus

### サポートメンバー
- 大渡亮 - Guitars, Chorus
- 藤本"moz"純一 - Keybords, Chorus
- 本間将人 - Alto Sax
- 中野勇介 - Trumpet
- 五十嵐誠 - Trombone